# Гидроксид индия(III)
Гидроксид индия — неорганическое соединение, гидроксид металла индия с формулой In(OH)3, белое аморфное вещество, не растворяется в воде.

## Получение
- Осаждение щёлочью растворимой соли индия:

{\displaystyle {\mathsf {In(NO_{3})_{3}+3NaOH\ {\xrightarrow {}}\ In(OH)_{3}\downarrow +3NaNO_{3}}}}
- Джалиндит — очень редкий минерал, гидроксид индия с небольшим примесями.

## Физические свойства
Гидроксид — белый, студенистый осадок, нерастворимый в разбавленном аммиаке, может легко образовать коллоидный раствор, что препятствует его выпадению. Легко растворим в кислотах и в избытке щелочей, является амфотерным соединением. Нерастворим в воде, при нагревании разлагается.
Образует кристаллы кубической сингонии, пространственная группа I m3, параметры ячейки a = 0,7923 нм, Z = 8.

## Химические свойства
- При нагревании разлагается:

{\displaystyle {\mathsf {2In(OH)_{3}\ {\xrightarrow {340^{o}C}}\ In_{2}O_{3}+3H_{2}O}}}
- Реагирует с кислотами:

{\displaystyle {\mathsf {In(OH)_{3}+3HCl\ \xrightarrow {} \ InCl_{3}+3H_{2}O}}}
- и щелочами:

{\displaystyle {\mathsf {In(OH)_{3}+NaOH+2H_{2}O\ {\xrightarrow {}}\ Na[In(OH)_{4}(H_{2}O)_{2}]}}}
{\displaystyle {\mathsf {In(OH)_{3}+NaOH\ {\xrightarrow {400^{o}C}}\ NaInO_{2}+2H_{2}O}}}